# Flemming Davanger
Flemming Davanger (ur. 1 kwietnia 1963 w Bergen) – norweski curler, mistrz olimpijski, medalista mistrzostw świata.

## Kariera sportowa
Kariera Flemminga Davangera w reprezentacji Norwegii rozpoczęła się od udziału w Mistrzostwach Świata Juniorów 1980, gdzie wraz z drużyną zajął 9. miejsce. W mistrzostwach juniorów brał udział jeszcze dwa razy, a w 1983 reprezentacja zdobyła srebrny medal.
W 1992 roku Davanger wystąpił na igrzyskach w Albertville, gdzie curling był sportem pokazowym. Reprezentacja Norwegii wywalczyła wtedy drugie miejsce.
Do 2001 roku Flemming Davanger wraz z reprezentacją brał udział w mistrzostwach świata (1986, 1990, 1993, 1994, 1999, 2000) oraz mistrzostwach Europy (1996, 1999, 2000, 2001) nie zdobywając żadnych medali.
Podczas Mistrzostw Świata 2001 reprezentacja Norwegii, w której składzie był Davanger, zdobyła brązowy medal. Rok później na igrzyskach w Salt Lake City Norwegowie wywalczyli złoty medal. W tym roku zdobyli również srebro na mistrzostwach świata. Na kolejnych mistrzostwach – w 2003 roku zdobyli brąz. Na mistrzostwach świata Flemming Davanger wystąpił jeszcze dwa razy – w roku 2004 oraz 2005 zajmując czwarte pozycje.
Podczas mistrzostw Europy w 2004 Davanger z reprezentacją zdobył brązowy medal, a rok później wywalczyli złoto.
W swojej karierze Flemming Davanger wystąpił jeszcze raz na igrzyskach – miało to miejsce w Turynie, gdzie Norwegia nie obroniła mistrzostwa zajmując 5. miejsce.
W roku 2017 Norweg wziął udział w mistrzostwach świata seniorów, w których jego reprezentacja zajęła 12. miejsce.